# Parvimolge
Parvimolge é um género de anfíbios caudados pertencente à família Plethodontidae. O único representante deste género é a espécie Parvimolge townsend. É encontrado na região do centro e sul de Veracruz, no México.